# Craig Lamar Traylor
Pour les articles homonymes, voir Traylor.
Craig Lamar Traylor, né le 19 mars 1989 dans le comté de San Bernardino, en Californie, est un acteur américain.
Il joue dans la série télévisée Malcolm, sitcom diffusée de 2000 à 2006 sur la chaîne américaine FOX. Il y interprète le rôle du meilleur ami de Malcolm, Stevie Kenarban, un surdoué en fauteuil roulant.

## Filmographie
- 1996 : Urgences : Michael
- 1996 : Matilda : écolier
- 2002 : Opération Walker
- 2011 : Dance Fu
- 2011 : Fred & Vinnie
- 2012 : This Bitter Earth
- 2018 : Forgiven This Gun4hire

## Télévision
- 1996 : ER
- 2002 : Get a Clue
- 2000-2006 : Malcolm